# Île de Raratoka
L'île de Raratoka (Ratatoka Island) ou Centre Island (île du Centre) est une petite île située dans le détroit de Foveaux dans la région du région du Southand, tout au sud de l’île du Sud de la Nouvelle-Zélande.

## Situation
Elle se trouve à environ 25 km au nord de Black Rock Point, la pointe la plus au nord de l'île Stewart et à 15 km au sud-ouest de la ville de  Riverton sur la terre principale de l’Île du Sud dans la région du Southland. Plusieurs petits récifs entourent l'île, notamment  ‘Escape Reefs’, à 5 km vers l’est, et ‘Hapuka Rock’, à 2 km vers le sud-ouest.

## Nom
L’île fut nommée par les Māoris d’après l’île de Rarotonga dans les Îles Cook, d’où venaient leurs ancêtres et est en langue Southern Māori une forme du même mot, signifiant "sous le sud" ou "vents du sud".

## Géographie
L'île inhabitée est une réserve naturelle du Ministère de la Conservation;
Il existe un programme de restauration de la faune avec lâcher de 15 oiseaux élevés en captivité en 2006 après l’éradication de la population des Rat polynésiens.
On y trouve un phare et une piste d'atterrissage.